# Конституція Української Соціалістичної Радянської Республіки 1929
Конституція Української Соціалістичної Радянської Республіки 1929 — Основний Закон УСРР, затверджений 11-м Всеукраїнським з'їздом рад робітничих, селянських і червоноармійських депутатів 15 травня 1929. Складалася з 5 розділів, що містили 82 статті. Безпосередньою підставою для прийняття нової конституції стали радикальні зміни в державному будівництві після 1919: утворення СРСР, проголошення Автономної Молдавської СРР, адміністративно-територіальна реформа (перехід до округ) тощо. Конституція декларувала мету держави — «остаточно подолати буржуазію, знищити експлуатацію людини людиною та здійснити комунізм, коли не буде ні поділу на класи, ні державної влади».

## Зміст
Українська республіка проголошувалася соціалістичною державою робітників і селян, де вся влада належить радам робітничих, селянських і червоноармійських депутатів. Констатувалися цілковита солідарність з усіма радянськими республіками, добровільність входження до СРСР. Акцентувалося, що УСРР входить до складу Союзу як суверенна держава та зберігає за собою право вільного виходу із нього. Конституція зараховувала землю, надра, ліси, води, фабрики, заводи, банки, залізничний, водний та повітряний транспорт і засоби зв'язку до соціалістичної державної власності, а зовнішню торгівлю визнавала державною монополією (ст. 4).
Політичні права громадян УСРР, що водночас вважались громадянами СРСР, отримували лише трудящі маси; експлуататорські класи позбавлялися таких прав повністю. Обирати й бути обраними до рад могли громадяни УСРР віком від 18-ти років: особи, які добували засоби до життя виробничою і суспільно корисною працею або вели хатнє господарство, що забезпечувало іншим можливість продуктивно працювати; червоноармійці та червонофлотці; громадяни, які належали до наведених вище категорій, але втратили працездатність; іноземці, котрі перебували на території УСРР і належали до робітничого класу або селянства і не застосовували найманої праці.
Конституція декларувала для трудящих політичні права й свободи (слова, друку, зібрань, мітингів, демонстрацій, спілок, віросповідань тощо), для націй — право на самовизначення, на створення національних, адміністративно-територіальних одиниць тощо. Вона проголошувала мови всіх національностей рівноправними і кожному громадянинові гарантувала можливість вживання рідної мови. Із соціально-економічних прав конституція гарантувала повну, всебічну та безплатну освіту, право на розвиток «пролетарськими шляхами української національної культури й культури національних меншостей». Праця визнавалась обов'язком усіх громадян, встановлювався також конституційний обов'язок оборони соціалістичної батьківщини і загальна військова повинність. Почесне право обороняти революцію зі зброєю в руках надавалося лише трудящим, а на нетрудові елементи покладалися інші військові обов'язки. Про права на відпочинок, охорону здоров'я, матеріальне забезпечення старих і непрацездатних та інші соціально-економічні права, як і про особисті права (недоторканність особи, житла, листування тощо), конституція не згадувала.
Організація радянської влади засновувалася на принципі «Вся влада радам». Верховним органом влади залишався Всеукраїнський з'їзд рад робітничих, селянських і червоноармійських депутатів, до виключного відання якого належало: затвердження, внесення змін і доповнень до конституції; остаточне затвердження Конституції Автономної Молдавської Соціалістичної Радянської Республіки та внесення змін і доповнень до неї; зміни кордонів УСРР; встановлення кордонів Автономної Молдавської СРР; вибори ВУЦВК; вибори представників УСРР до Ради Національностей Верховної Ради СРСР. До компетенції Всеукраїнського з'їзду Рад належали й деякі контрольні функції: заслуховування і затвердження звітів про діяльність уряду і визначення загальних напрямів його роботи. Чергові з'їзди мали відбуватися раз на 2 роки, надзвичайні — скликала ВУЦВК за власною ініціативою або на вимогу місцевих рад, які охоплювали місцевості, де мешкало не менш як 1/3 виборців. Делегатів на Всеукраїнські з'їзди обирали Всемолдавський з'їзд та окружні з'їзди з розрахунку: 1 делегат на 10 тис. виборців — від міських і селищних рад, 1 делегат на 50 тис. виборців — від сільських рад.
ВУЦВК, згідно зі статтею 25 конституції, вважався верховним законодавчим, виконавчим і розпорядчим органом влади УСРР у періоди між Всеукраїнськими з'їздами рад і був відповідальним перед ними. Чергові сесії ВУЦВК мали скликатися не менш як 3 рази на рік, надзвичайні — збирала Президія ВУЦВК за власною ініціативою, за поданням РНК УСРР чи на вимогу 1/3 й більше членів ВУЦВК. До повноважень ВУЦВК належало: обрання голови, секретаря і членів Президії ВУЦВК; утворення РНК; загальне керівництво всіма галузями державного, господарського і культурного будівництва; затвердження бюджету УСРР; встановлення (відповідно до Конституції і законодавства СРСР) плану розвитку народного господарства республіки, державних та місцевих податків, зборів і неоподатковуваних прибутків; здійснення (у порядку, визначеному союзною конституцією) зовнішніх та внутрішніх позик УСРР, концесійних договорів; затвердження законодавчих актів Президії ВУЦВК, проектів кодексів, усіх законодавчих актів, що визначали загальні норми політичного, економічного та культурного життя УСРР або вносили докорінні зміни в практику державних органів республіки; припинення, скасування та зміна постанов Президії ВУЦВК, РНК, Всемолдавських і окружних з'їздів рад, Всемолдавського ЦВК та окружних виконкомів. Конституція вперше конституювала Президію ВУЦВК як вищий законодавчий, виконавчий і розпорядчий орган влади УСРР між сесіями ВУЦВК. Вона надавала президії повноваження припиняти та скасовувати постанови РНК УСРР й окремих народних комісаріатів, Всемолдавської ЦВК і окружних виконкомів, видавати декрети, постанови та розпорядження, розглядати й затверджувати проекти декретів і постанов, що вносила РНК УСРР. Усі законодавчі акти й постанови загальнореспубліканського значення, як і проекти кодексів, мали вноситися на розгляд та затвердження ВУЦВК. Президії ВУЦВК надавалося право законодавчої ініціативи у вищих органах СРСР, внесення (у порядку, визначеному Конституцією і законодавством СРСР) протестів на постанови Президії ЦВК СРСР, РНК СРСР, а також припинення в обумовлених законом випадках чинності актів союзних наркоматів та інших центральних установ СРСР.
РНК УСРР залишалася виконавчим та розпорядчим органом ВУЦВК, здійснювала загальне державне управління, мала право видавати законодавчі акти й постанови у межах прав, наданих ВУЦВК. До складу РНК, окрім голови, його заступників і народних комісарів, входили уповноважені загальносоюзних наркоматів та інші особи, яких визначив ВУЦВК. Відповідальність РНК перед Всеукраїнським з'їздом рад доповнювалась відповідальністю перед ВУЦВК та його президією.
Поряд з народними комісаріатами внутрішніх справ, юстиції, земельних справ, фінансів, торгівлі, праці, освіти, охорони здоров'я, соціального забезпечення та Робітничо-селянською інспекцією у складі РНК діяли Українська рада народного господарства та ЦСУ УСРР. Останні разом з наркоматами торгівлі, фінансів, праці та Робітничо-селянською інспекцією одночасно були підпорядковані відповідним союзним наркоматам і органам.
На місцях влада належала радам робітничо-селянських і червоноармійських депутатів, районним і окружним з'їздам рад та виконкомам, яких вони обрали. Делегатів районних з'їздів обирали міські, сільські і селищні ради, а також військові частини армії та флоту; делегатів окружних — міські ради окружних міст і районні з'їзди за нормами й у порядку, встановленими ВУЦВК. Чергові з'їзди скликалися раз на рік, позачергові — за пропозицією вищих з'їздів рад або їхніх виконкомів, а також відповідними виконкомами за власною ініціативою чи на вимогу рад, які представляли не менше 1/3 виборців даного району. Виконкоми обиралися на з'їздах, діяли в період між ними і вважалися вищими органами радянської влади на відповідній території. Вони підпорядковувалися з'їздам, вищим виконкомам, ВУЦВК і РНК УСРР.
Конституція визначила герб, прапор і столицю республіки — місто Харків.
Конституція УСРР 1929 втратила чинність 30 січ. 1937 у зв'язку із затвердженням конституції УРСР 1937.